# Fiat Coupé
Fiat Coupé, вътрешно обозначен като тип 175, е купе с две врати и четири места, произвеждано и продавано от Fiat между 1993 и 2000 г. в едно поколение. Купето е представено на автомобилното изложение в Болоня през декември 1993 г. и се отличава с външен дизайн от Chris Bangle от Centro Stile Fiat и интериор, проектиран от Pininfarina.Fiat Coupé се появява за първи път в автомобилните списания през 1992 г., след като са направени няколко шпионски снимки, разкриващи колата по време на тестовете. Fiat решава да произведе ново купе, базирано на старата платформа на Tipo, когато фабриката на Pininfarina е в криза след провала на проекта Cadillac Allante около 1990 г.  Предложени са два дизайна, като вътрешният екип на Fiat Centro Stile се състезава с Pininfarina. Концепцията, представена от Chris Bangle от Centro Stile, неочаквано печели ръководството на Fiat. Дизайнът, предложен преди това от Pininfarina, в крайна сметка е приет от Peugeot, което го превръща в 406 Coupe през октомври 1996 г.
При лансирането си през януари 1994 г. Coupé се предлага с четирицилиндров, 2.0 16V двигател, както във версии с турбо (190 к.с.), така и с атмосферно пълнене(139 к.с.). И двата двигателя са по-късни версии на дизайна на Fiat с два разпределителни вала (Lampredi) и са наследени от Lancia Delta Integrale, победител в световния рали шампионат рекордните шест пъти. През1996 г. се появява модел с 1.8 16V двигател (не се предлага в Обединеното кралство, 131 PS), заедно с 2.0 литров пет цилиндров 20V (147 PS) и пет цилиндров 2.0 литров 20V турбо (220 PS). Заедно с новите двигатели Fiat прави и някои малки промени в дизайна, включително предната решетка, волана, панелът на вратите вече включва кожа, а централната конзола е преработена и цифровият часовник е заменен с аналогов.
Производството на моделите с десен волан за пазарите, включително Обединеното кралство, започва в началото на 1995 г. и продължава до края на производството на Coupe пет години по-късно.
И двете версии с турбо 16V/4 цилиндъра и 20V/5 цилиндъра (4 клапана на цилиндър) са оборудвани с много ефективен диференциал с ограничено приплъзване Viscodrive, за да се противопостави на недостатъчното завиване, което измъчва повечето мощни автомобили с предно предаване.
В допълнение, купето разполага с независимо окачване навсякъде: отпред MacPherson подпори и долни напречни носачи, закотвени към спомагателна напречна греда, изместени спирални пружини и стабилизираща щанга; отзад, носачи, монтирани на спомагателна под рама, винтови пружини и стабилизатор.
| година | Произведени бройки |
| ------ | ------------------ |
| 1993 г | 119                |
| 1994 г | 17,619             |
| 1995 г | 13,732             |
| 1996 г | 11,273             |
| 1997 г | 12,288             |
| 1998 г | 9,042              |
| 1999 г | 6,332              |
| 2000 г | 2,357              |

През 1998 г. излиза ограниченото издание, което може да се разпознае външно по body kit,титаниевосиви детайли като джантите, капачката на резервоара, корпусите на огледалата, а спирачните апарати Brembo отпред вече са боядисани в червено. Вътре спецификацията Limited Edition включва стартиране с бутон, седалки Recaro с червена кожа, педали Sparco, а таблото в цвета на каросерията е заменено с титаниево сиво. Механично има малко промени в сравнение със стандартния 20V Turbo модел, но LE (както станаха известни) добавя шест степенна скоростна кутия за първи път, а разпънката и капаците на двигателя са боядисани в червено. 
LE се произвежда в черно, червено, сиво Vinci (металик), сиво Crono и сиво стомана (металик).
Всяко ограничено издание (LE) купе е произведено със значка, разположена до огледалото за обратно виждане, която съдържа уникалния номер на автомобила (носи се слух, че Михаел Шумахер е бил първоначалният собственик на LE № 0001, но когато въпросът е повдигнат до него лично, той потвърждава, че е притежавал такъв, но червен, докато LE № 0001 е Crono Grey). Първоначално говорителят на Fiat заявява, че ще бъдат направени само приблизително 300 ограничени издания (въпреки че табелите винаги позволяват четири цифрени числа). Крайната стойност е много по-висока, като някои изтъкват до 1400 произведени. Това разгневява много от собствениците на оригиналните 300 коли и почти сигурно се отразява на остатъчните стойности. Оригиналният номер обаче е цитиран от говорител на Fiat UK, така че вероятно този номер се отнася само за Обединеното кралство.
През 1998 г. 2,0-литровият пет цилиндров 20V получава VIS система, която довежда мощността до 154 PS (113 kW). В допълнение, праговете на версията Turbo съвпадат по цвят с боята на каросерията. Fiat пуска и 2,0-литровия пет цилиндров Turbo Plus. Този модел се предлага с допълнителен комплект, който го прави практически идентичен с LE,с изключение на малки промени във вътрешният дизайн и без уникалната идентификационна значка на LE.
В началото на 2000 г. Fiat пуска друга специална версия на Fiat Coupé. С 1,8-литровия двигател, той е достъпен само в континентална Европа и се продава като елегантно и достъпно издание. Тази окончателна версия има различни кожени седалки, бял скоростомер с жълти стрелки, нови 16-инчови BBS джанти и новата решетка тип „пчелна пита“. Производството на Fiat Coupe приключва през лятото на същата година, без планове за пряк наследник.
Fiat също прави промени в останалата част от гамата: нови седалки, странични прагове, нови джанти за 2,0-литровия 20V модел, джанти от изданието „Plus“ и шест степенна трансмисия като стандарт за турбо моделите и произведени от Fiat седалки за „Plus“ които са почти идентични с оригиналните седалки Recaro с добавяне на допълнителни въздушни възглавници.
2,0-литровият 20V Turbo модел е способен да ускорява от 0 – 100 км/ч (0 – 62 mph) за 6,5 секунди и 6,3 секунди за 20v Turbo Plus, с максимална скорост 250 km/h (155 mph). Когато производството приключва през декември 2000 г. са произведени общо 72 762 броя.
| Модел         | Двигател | Работен обем | Мощност                                  | Въртящ момент                        | 0 – 100 км/ч (0 – 62 mph) | Максимална скорост                                              |
| ------------- | -------- | ------------ | ---------------------------------------- | ------------------------------------ | ------------------------- | --------------------------------------------------------------- |
| 1.8 16V       | I4       | 1747 cc      | 131 PS (96 kW; 129 hp) при 6300 об./мин  | 164 N⋅m (121 lb⋅ft) при 4300 об./мин | 9.2 s                     | 205 km/h (127 mph)                                              |
| 2.0 16V       | I4       | 1995 cc      | 139 PS (102 kW; 137 hp) при 6000 об./мин | 180 N⋅m (133 lb⋅ft) при 4500 об./мин | 9.2 s                     | 208 km/h (129 mph)                                              |
| 2.0 20V       | I5       | 1998 cc      | 147 PS (108 kW; 145 hp) при 6100 об./мин | 186 N⋅m (137 lb⋅ft) при 4500 об./мин | 8.9 s                     | 212 km/h (132 mph)                                              |
| 2.0 20V VIS   | I5       | 1998 cc      | 154 PS (113 kW; 152 hp) при 6700 об./мин | 186 N⋅m (137 lb⋅ft) при 3750 об./мин | 8.4 s                     | 217 km/h (135 mph)                                              |
| 2.0 16V Turbo | I4       | 1995 cc      | 190 PS (140 kW; 187 hp) при 5500 об./мин | 290 N⋅m (214 lb⋅ft) при 3400 об./мин | 7,5 с                     | 225 km/h (140 mph)                                              |
| 2.0 20V Turbo | I5       | 1998 cc      | 220 PS (162 kW; 217 hp) при 5750 об./мин | 310 N⋅m (229 lb⋅ft) при 2500 об./мин | 6.3 s                     | 250 km/h (155 mph) (5 скорости) 250 km/h (155 mph) (6 скорости) |